# Oligositoides
Oligositoides is een geslacht van vliesvleugeligen uit de familie Trichogrammatidae. De wetenschappelijke naam van dit geslacht is voor het eerst geldig gepubliceerd in 1968 door Doutt.

## Soorten
Het geslacht Oligositoides omvat de volgende soorten:
- Oligositoides fletcheri Doutt, 1968
- Oligositoides gudurensis Yousuf & Shafee, 1985
- Oligositoides semicinctum De Santis, 1969